# Keijo Korhonen (Skispringer)
Keijo Korhonen (* 7. Oktober 1956 in Leppävirta) ist ein ehemaliger finnischer Skispringer.

## Werdegang
Sein erstes wichtiges Springen außerhalb Finnlands bestritt Korhonen 1978 beim Czech-Marusarzówna-Memorial. Bei der Vierschanzentournee trat er erstmals 30. Dezember 1978  in Oberstdorf an. Er beendete das Springen auf der Normalschanze auf dem 60. Platz.
Ein Jahr später gehörte er zum finnischen Team, das beim neu geschaffenen Skisprung-Weltcup antrat. Bereits im ersten Weltcup-Springen erreichte er mit dem 4. Platz in Oberstdorf die beste Einzelplatzierung seiner Karriere. Am Ende der Saison lag er auf dem 57. Platz in der Weltcup-Gesamtwertung.
Bei der Nordischen Skiweltmeisterschaft 1982 in Oslo gewann er im Teamspringen gemeinsam mit Jari Puikkonen, Pentti Kokkonen und Matti Nykänen hinter den Teams aus Norwegen un Österreich die Bronzemedaille.
Die folgende Saison 1982/83 war die erfolgreichste seiner Karriere. So konnte er am 30. Januar 1983 in Engelberg mit Platz 8 wieder ein Ergebnis in den Top 10 erzielen. Nachdem er dann am 18. Februar 1983 beim Skifliegen in Vikersund ebenfalls Achter wurde, beendete er seine aktive Springerkarriere und schloss die Saison auf dem 40. Rang in der Weltcup-Gesamtwertung ab.

## Erfolge

### Weltcup-Platzierungen
| Saison  | Platz | Punkte |
| ------- | ----- | ------ |
| 1979/80 | 56    | 15     |
| 1981/82 | 52    | 06     |
| 1982/83 | 40    | 18     |